# Campeonato Europeo de Patinaje Artístico sobre Hielo de 1969
El XL Campeonato Europeo de Patinaje Artístico sobre Hielo se realizó en Garmisch-Partenkirchen (RFA) en enero de 1969. Fue organizado por la Unión Internacional de Patinaje sobre Hielo (ISU) y la Unión Alemana de Patinaje sobre Hielo.

## Resultados

### Masculino
| Puesto | Nombre              | País            | Puntos |
| ------ | ------------------- | --------------- | ------ |
| Oro    | Ondrej Nepela       | Checoslovaquia  |        |
| Plata  | Patrick Péra        | Francia         |        |
| Bronce | Serguéi Chetverujin | Unión Soviética |        |

### Femenino
| Puesto | Nombre           | País                          | Puntos |
| ------ | ---------------- | ----------------------------- | ------ |
| Oro    | Gabriele Seyfert | República Democrática Alemana |        |
| Plata  | Haná Másková     | Checoslovaquia                |        |
| Bronce | Beatrix Schuba   | Austria                       |        |

### Parejas
| Puesto | Nombre                              | País            | Puntos |
| ------ | ----------------------------------- | --------------- | ------ |
| Oro    | Irina Rodnina / Alekséi Ulanov      | Unión Soviética |        |
| Plata  | Liudmila Belusova / Oleg Protopopov | Unión Soviética |        |
| Bronce | Tamara Moskvina / Alekséi Mishin    | Unión Soviética |        |

### Danza en hielo
| Puesto | Nombre                                | País            | Puntos |
| ------ | ------------------------------------- | --------------- | ------ |
| Oro    | Diane Towler / Bernard Ford           | Reino Unido     |        |
| Plata  | Janet Sawbridge / Jon Lane            | Reino Unido     |        |
| Bronce | Liudmila Pajomova / Alexandr Gorshkov | Unión Soviética |        |

## Medallero
| Núm. | País                          | Oro | Plata | Bronce | Total |
| ---- | ----------------------------- | --- | ----- | ------ | ----- |
| 1    | Unión Soviética               | 1   | 1     | 3      | 5     |
| 2    | Checoslovaquia                | 1   | 1     | 0      | 2     |
| 2    | Reino Unido                   | 1   | 1     | 0      | 2     |
| 4    | República Democrática Alemana | 1   | 0     | 0      | 1     |
| 5    | Francia                       | 0   | 1     | 0      | 1     |
| 6    | Austria                       | 0   | 0     | 1      | 1     |
|      | TOTAL                         | 4   | 4     | 4      | 12    |